# Conchobar mac Donnchada
Pour les articles homonymes, voir Duncan.
Conhobar mac Donnchada († 833) roi de Mide et Ard ri Érenn de 819 à 833.

## Origine
Conhobar mac Donnchada était le fils de Donnchad Midi mac Domnaill († 763) roi de Mide du Clan Cholmáin des Ui Neill du Sud et de Fuirseach, fille de Congal de Dál nAraidi.
Conchobar apparaît dans les Annales d'Ulster en 802 lorsque l’Ard ri Érenn Aed Oirdnide mac Neill époux de Euginis la sœur de Conchobar divise le domaine du Clan Cholmáin le royaume de Mide entre les deux fils de Donnchad Midi mac Domnaill, Conchobar et Aillil après la mort de leur neveu Muiredach. Ce partage ne dure pas car l’année suivante Conchobar tue son frère à la bataille de Ruba Conaill près de Rathconnel  et prend le contrôle de l’ensemble de l’héritage paternel , 

## Règne

### Prétendant
Cinq ans après Conchobar tente de s'emparer du titre d'Ard ri Erenn avec son allié Muirgus mac Tommaltaig, le roi de Connacht, il campe pendant trois jours à une cérémonie au site Uí Néill de Tailtiu (c'est-à-dire : Teltown), une action qui implique une revendication de souveraineté. Mais ils fuient « comme des jeunes chevreaux », selon les annales d'Ulster, lorsque Áed paraît avec son armée. Par vengeance, Áed ravage les domaines de Conchobar, dont les malheurs se poursuivent avec la mort de son fils Cináed tué lors d'une razzia sur Iveagh la même année.

### Ard ri Erenn
Conchobar conserve néanmoins une puissance respectable, mais ce n’est cependant qu’en 819 après la mort d’ 'Áed Oirdnide mac Neill que Conchobar accède au titre d’Ard ri Érenn. Deux ans après, le nouveau souverain mène une armée jusqu’à Ard Achadh et dévaste tout l’Airthear jusqu’à Armagh. Son principal rival est le cousin d'Áed, Murchad mac Máele Dúin, qui conduit une armée à Drimnagh en 820 dans le but de défier le nouvel Ard ri Erenn. Conchobar est prêt à l'affronter, mais le clergé intervient afin d'éviter la bataille. Alors Conchobar riposte par des raids autour de Armagh l'année suivante. Murchad fait alors une alliance secrète avec des sujets de Conchobar le Síl nÁedo Sláine de  Brega. Conchobar réagit vigoureusement lorsqu'il découvre la trahison il attaque à la fois tous les traitres dont il fait un horrible massacre le 1er novembre 822.
Conchobar dévaste immédiatement le royaume du Sud Brega et obtient la soumission des Ui Chernaig qu’il considère comme ses vassaux. Les Annales d'Ulster enregistrent les morts successives en 825  et en 826 d'Aengus mac Mael Duin et de Diarmait mac Niall rois de Brega Loch Gabhair.
Conchobar n'hésite pas à utiliser l'Église dans ses manipulations politiques, comme on peut le voir dans la carrière de son fils Artrí, né de son union avec Land, fille d'Áed Oirdnide. Artrí mac Conchobair († 833) appartenait à l'église d'Armagh, et était à sa tête. En 823 il s'allie avec le roi du sud de l'Irlande Feidlimid mac Crimthain, roi de Irlande, pour proclamer la « Loi de St Patrick sur le Munster ». Artrí avait fait la même proclamation au Connacht en 818, et également en  825. L'Église d'Armagh était désormais reconnue comme exerçant son pouvoir suprême sur les Églises d'Irlande du sud, et ce contrôle était si important qu'en 827 Conchobar intervient en faveur d'Artrí. Les Annales relèvent qu'en 827 l’abbé d’Armagh Eógan Mainistrech mac Ainbthig qui était le candidat de son vieil ennemi le Cenél nEógain, est « déshonoré » (c'est-à-dire expulsé de son siège) « par une décision légale » (?) de Conchobar pendant que ses suivants sont capturés et ses chevaux emmenés par Conchobar à Armagh où il emprisonne le cortège d'Eógan (†  834).
Pendant quatre années  Conchobar doit faire face de tous côtés. Un petit clan les Gailenga tente de tenir en 827 la foire de Tailtiu sans sa permission, et le Haut-Roi  disperse rapidement le rassemblement. Dans le sud de l'Irlande Feidlimid commence une campagne pour établir sa suprématie, et afin de prévenir une confrontation avec Conchobar il négocie une paix avec lui et les annales mentionnent  une conférence royale à Birr en 827 entre Conchobar et le puissant roi Feidlimid mac Crimthain de Munster. Mais cette alliance se termine en 830, quand les sujets de  Feidlimid tuent Folloman le frère de Conchobar. L'année suivante Feidlimid effectue un raid au nord à Fennor avec une armée comprenant des troupes du Leinster, une province qui allait devenir le champ d'affrontement entre les princes du nord et du sud de l'Irlande. À cette crise s'ajoutent les conséquences de la foire de Tailtiu, qui avait généré de nombreux morts.

### Fin de règne et mort
De 831 à sa mort en 833 dans des circonstances inconnues après un règne de 14 ans, le règne  de Conchobar est tranquille, il s'agit sans doute du premier effet du début des attaques des Vikings, spécialement dans les régions des rivières Boyne et Liffey. Conchobar est inhumé à Clonard, dans le comté de Meath. Alors que son règne s'est étendu sur une période turbulente de l'histoire de l'Irlande, il a été considéré comme un succès, et est décrite dans Baile en scáil comme « une pluie de prospérité».
Sa succession est assurée par son frère Máel Ruanaid chef du Clan Cholmáin et roi de Mide (833-843) qui est le père de l’Ard ri Érenn Máel Seachnaill Ier mac Máel Ruanaid

## Postérité
De Land ou Fland fille de Aed Oirdnide mac Neill Conchobar laisse, outre son fils Cinaed tué, également trois autres fils 
- Artrí, qui meurt en 833 le même mois que son père,
- Cathal († 842) père putatif de Lorcan mac Cathail (aveuglé en 864)
- Eochócan, père de Donnchad mac Eochocain († 877).

## Sources
- (en) Edel Bhreatnach The kingship and landscape of Tara, Editor Four Courts Press for The Discovery Programme Dublin (2005).
- (en) Francis John Byrne Irish Kings and High-Kings, Courts Press History Classics Dublin (2001)  (ISBN 1 851 82 1961)
- (en) Gearóid Mac Niocaill, Ireland before Vikings, Dublin, Gill & Macmillan, 1972, 172 p., p. 144
- (en) Benjamin T. Hudson, « Conchobar mac Donnchada (d. 833), , », Oxford Dictionary of National Biography, Oxford University Press, 2004.
- (en) Dictionary of Irish Biography  article de Ailbhe  Mac Shamhrain, Conchobar